# Polidor
A Polidor a görög mitológiai eredetű Polüdórosz névből származik, jelentése: adakozó, bőkezű.

## Gyakorisága
Az 1990-es években szórványos név, a 2000-es években nem szerepel a 100 leggyakoribb férfinév között.

## Névnapok
- április 10.[2]